# Hamnöörarna
Hamnöörarna is een van de eilanden van de Lule-archipel. De naam betekent eiland, örarna, bij eiland, ö, met haven, hamn. Het eiland ligt ten zuidwesten van Hamnön waar de naam Hamnöörarna vandaan komt. Er is met Hamnön geen vaste verbinding. Er staan aan de oostkant van het eiland een aantal huisjes en het hoogste punt is nog geen 20 meter boven zeeniveau.